# Izabela Trojanowska

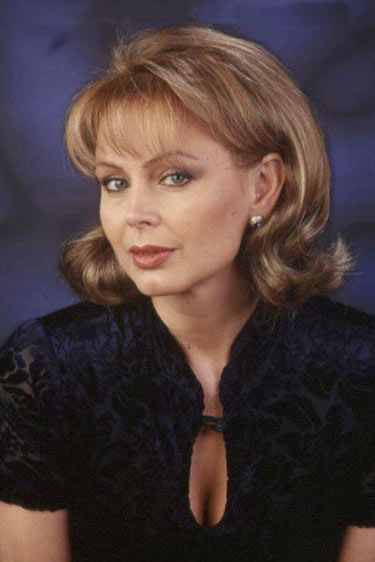
Izabela Trojanowska

Izabela Trojanowska (nacida el 22 de abril de 1955 in Olsztyn) es una cantante Polaca y además actriz de cine, formada con la banda popular polaca Budka Suflera y Gazeta Wyborcza.

## Discografía
- Iza (LP Tonpress 1981)

- Układy (LP Tonpress 1982)

- Izabela Trojanowska (CD Trinpindicular Records 1991)

- The Best Of (CD InterSonus 1991)

- Pożegnalny Cyrk (CD InterSonus 1993)

- Chcę Inaczej (CD Starling 1996)

- Komu więcej, komu mniej (CD 2006)

- Sobie na złość (2007) (greatest hits)

- Iza Trojanowska - przebojowa kolekcja DZIENNIKA (greatest hits)